# Кінан Вінн
Кінан Вінн (англ. Keenan Wynn; 27 липня 1916 — 14 жовтня 1986) — американський актор.

## Біографія
Кінан Вінн народився 27 липня 1916 року у місті Нью-Йорк, США. Батько Ед Вінн актор комік єврейського походження, мати Гільда Вінн ірландська католичка. Кінан здобув освіту у Військової академії Сент-Джонса. Запозичив свій псевдонім від діда по материнській лінії, Френка Кінана, актора з Бродвею, що став однією з перших зірок Голлівуду.
Вінн був одружений з колишньою акторкою Евою Лінн Ебботт до розлучення в 1947 році, після чого Ебботт одружилася з актором Ван Джонсоном. Один їхній син, актор і письменник Нед Вінн написав автобіографічні мемуари «Ми завжди будемо жити в Беверлі-Гіллз». Його другий син, Трейсі Кінан Вінн, сценарист.
В останні роки життя Кінан Вінн займався благодійністю. Помер 14 жовтня 1986 року в Лос-Анджелесі, Каліфорнія, США від раку підшлункової залози. Його останки були поховані на цвинтарі Форест-Лаун.

## Фільмографія
1. 1946: «Одружуватися легко» / Easy to Wed — Ворен Гагерті
2. 1948: «Три мушкетери» / The Three Musketeers — Планше
3. 1950: «Енні отримує вашу зброю» / Annie Get Your Gun — Чарлі Девенпорт
4. 1951: «Королівське весілля» / Royal Wedding — Ірвінг та Едгар Клінгер
5. 1951: «Карнавал у Техасі» / Texas Carnival — Ден Сабінас
6. 1953: «Поцілуй мене, Кет» / Kiss Me Kate — Ліппі
7. 1957: «Джо Метелик» / Joe Butterfly — Гарольд Гетеуей
8. 1964: «Доктор Стренджлав» / Dr. Strangelove or: How I Learned to Stop Worrying and Love the Bomb — полковник «Бет» Гуано
9. 1965: «Великі перегони» / The Great Race — Езекія Старді
10. 1967: «Військовий фургон» / The War Wagon — Вес Флетчер
11. 1968: «Якось на Дикому Заході» / C'era una volta il West — шериф
12. 1969: «Маккенове золото» / Mackenna's Gold — Санчес
13. 1974: «Гербі знову на ходу» / Herbie Rides Again — Алонзо П. Гоук
14. 1978: «Байстрюк» / The Bastard — Джонні Малкольм
15. 1978: «Піранья» / Piranha — Джек
16. 1979: «Даллас» / Dallas — Віллард «Діггер» Барнс
17. 1982: «Найкращі друзі» / Best Friends — Том Бебсон
18. 1986: «Схід «Чорного Місяця»» / Black Moon Rising — Айрон Джон